# Конвой №4205
Конвой № 4205 — японський конвой часів Другої світової війни, проведення якого відбувалось у грудні 1943-го.
Вихідним пунктом конвою був атол Трук у центральній частині Каролінських островів, де ще до війни створили потужну базу японського ВМФ, з якої до лютого 1944-го провадились операції в цілому ряді архіпелагів. Пунктом призначення став розташований у Токійській затоці порт Йокосука, що під час війни був обраний як базовий для логістики Труку.
Конвой складався із двох загонів:
- № 4205A, до якого увійшли плавуча база підводних човнів «Ясукуні-Мару» і флотське судно постачання «Ірако» у супроводі кайбокана (фрегата) «Мікура» та есмінців «Амацукадзе» і «Юкікадзе» (за іншими даними, есмінці в цей час супроводжували легкий авіаносець «Тітосе», щодо якого завершували цикл робіт з переобладнання з гідроавіаносця);
- № 4205В, що складався із транспортів «Сойо-Мару» та «Акібасан-Мару» під охороною кайбокана «Хірадо» та переобладнаного мисливця за підводними човнами «Такунан-Мару № 8».
Рух конвою почався 5 грудня 1943-го. Загін № 4205A, що мав вищу швидкість, пройшов за маршрутом без втрат і 14 грудня прибув до Йокосуки. Водночас загін № 4205В на підході до острова Сайпан був 7 грудня атакований американським підводним човном USS Pogy. «Сойо-Мару» зазнав влучання торпедою в машинне відділення та втратив хід, на судні виникла пожежа. Її в підсумку вдалось ліквідувати, проте вночі 8 грудня «Сойо-Мару» затонув, загинуло 35 членів екіпажу та 7 пасажирів. «Акібасан-Мару» також зазнав певних пошкоджень у цій атаці й у супроводі «Такунан-Мару № 8» попрямував на Сайпан, тоді як «Хірадо» провів безуспішний протичовновий пошук.
10 грудня 1943-го загін № 4205В прибув на Сайпан, звідки рушив далі 12 грудня, при цьому разом з ним тепер прямував транспорт «Сацума-Мару» (Satsuma Maru). У підсумку їм вдалось успішно подолати райони поблизу островів Огасавара та біля східного узбережжя Японського архіпелагу, де також традиційно діяли американські підводні човни, і 20 грудня досягнути Йокосуки.